# Marcos Rico Santamaría
Marcos Rico Santamaría (1908-1995) fue un arquitecto español, autor de importantes edificios en su ciudad natal, Burgos, y restaurador de la catedral.

## Biografía
Nacido en Burgos en 1908, fue el decimosexto hijo de una familia acomodada de comerciantes residente en la calle San Carlos. Estudió en las escuelas Santa Juana, en los Maristas y en Instituto López de Mendoza. Terminó la carrera de Arquitectura en la escuela de Madrid en 1933. 
Una vez obtenido el título comienza a trabajar en el estudio de uno de sus profesores y director de la Escuela, Modesto López Otero, pero continuará su carrera en Burgos.
En 1934, dentro del equipo del prestigioso arquitecto madrileño Manuel Sánchez Arcas, gana el concurso para el Hotel Condestable, lo que supone un impulso muy importante para su carrera.
Pronto ostenta cargos institucionales, siendo uno de os protagonistas más importantes de la arquitectura promovida por la Administración pública de Burgos. En 1936 trabaja en la Junta Técnica del Estado, organismo del primer Gobierno del bando sublevado; en 1943 es arquitecto de la Cámara de la Propiedad Urbana de Burgos; desde 1959 es arquitecto del Banco Español de Crédito: desde 1971 es arquitecto de la Unidad Técnica del Ministerio de Educación y Ciencia, aunque ya es arquitecto escolar de la Provincia de Burgos desde 1950; y es arquitecto de la SESA desde su fundación.
Durante 17 años estará al frente de las obras de restauración de la catedral de Burgos. Cuando Antonio Mas-Guindai, Subdirector General de Patrimonio del Ministerio de Cultura, declaró en febrero de 1992 que la Catedral de Santa María quedaría excluida de la Lista del Patrimonio Mundial si continuaban "las incontroladas medidas de restauración aplicadas en los últimos años a este monumento", Marcos Rico Santamaria fue despedido por el Ministerio de Cultura.
Otra de sus facetas es la de hombre de negocios, junto a Manuel Sánchez Romero gestiona el Gran Teatro, situado en la calle Vitoria. También realizó un anteproyecto para la nueva plaza de toros de Burgos, cuya construcción estaba prevista en los terrenos que ahora ocupa el Polígono Docente, próxima a la actual avenida de Cantabria.
También fue escritor de obras sobre la conservación de obras artísticas y cuestiones técnicas de la arquitectura y de obras de teatro. Así en 1957 presentó su obra de teatro llamada El alba tardía.
Destacó como inventor, formando parte de la patente de las Viguetas Castilla.
En sus últimas décadas de trayectoria profesional intensifica sus actividades relacionadas con las restauraciones de edificios monumentales, como la de los castillos Virtus y Hormaza. Aunque fue en la catedral de Burgos hacia donde orientó sus mayores esfuerzos y preocupaciones.
Murió el 2 de agosto de 1995 de forma repentina.

## Obra
En sus primeros años como arquitecto, su obra está influida por el racionalismo y el expresionismo.
En 1934 participa junto a Manuel Sánchez Arcas en el proyecto racionalista del Hotel Condestable.Este fue un peculiar ejercicio de búsqueda de una tipología que responda a una función, en este caso, la hostelera. Logrando así que todas las habitaciones a partir del segundo piso sean exteriores, consiguieron esto empleando una planta en K.
Con el estallido de la guerra civil española, su compañero Manuel Sánchez se queda en Madrid, siendo Marcos Rico el encargado de la obra en el que acaba introduciendo cambios estéticos.
De esta época es también el Gran Hotel Castilla (luego Gobierno Civil de Burgos y actualmente sin uso), encargado inicialmente por Deogracias Basco.
En 1940 construye el Gran Teatro Cine, en cuyo programa incluía cine, sala de fiestas y piscina.
Ya en la posguerra encontramos proyectos realizados bajo una inspiración tradicional como viviendas unifamiliares.
Entre los años 50 y 70, y tras el cambio de ideología que gobernaba España, aparecen una serie de cambios en la arquitectura. Se impone un estilo que recordase más a la España Imperial. Debido a esto Marcos Rico, introduce en sus obras algunos de esos elementos historicistas.
Como Arquitecto Escolar del Ministerio, desarrolla una intensa actividad, tanto en la provincia de Burgos como en la misma capital. Realiza proyectos como La Casa de Observación de Menores en 1959, el Grupo Escolar Hispanoargentino o el Juniorado Marista de Miraflores, o el instituto de secundaria Conde Diego Porcelos.
Al final de esta época, ya empieza a introducir en su arquitectura modelos adaptados a prácticas pedagógicas más modernas, como el colegio Madres Reparadoras.
En 1963 realiza uno de los proyectos más significativos de su carrera los Grandes Almacenes Campo, esta es la primera fachada realizada en Burgos a base de vidrio.
Además de estos ha realizado numerosos proyectos, tanto en viviendas, colegios o centros de salud, en Burgos y en su provincia.
En su trabajo como arquitecto del Banco Español de Crédito realiza proyectos para las sedes de Zamora, Badajoz y Elda.
En los años 70 y 80 continua elaborando proyectos de viviendas unifamiliares, como los firmados en 1970 y 1971 para la urbanización Fuentes Blancas, o la realización de bloques en Gamonal.
Elabora también otros proyectos como la construcción del Hostal La Varga en Burgos, o la sede del Banco Santander en la capital burgalesa.
Hasta el final de su actividad mantiene relación con el Ministerio de Educación.